# Eulalios
Eulalios fue un reconocido pintor bizantino que vivió durante el siglo XII, en un momento en que la mayoría de las obras artísticas eran realizadas anónimamente. Su nombre fue señalado por varios escritores de la época, quienes también describieron sus pinturas, como Nicéforo Calixto y Nicolás Mesarites. De sus obras, la más famosa fue la cúpula de la Iglesia de los Santos Apóstoles en Constantinopla, ahora demolida. La pintura es una representación de Cristo Pantocrátor.
Descripción de la pintura de Nicéforo Calixto:

O Cristo mismo bajó del cielo y le mostró los rasgos exactos de su rostro [al pintor] o bien el famoso Eulalio ascendió a los cielos para pintar con su diestra mano la apariencia exacta de Cristo.

Descripción de la pintura de Nicolás Mesarites:

[La cúpula] exhibe una imagen de Cristo el Dios-hombre mirando hacia abajo, por así decirlo, desde el borde del cielo hacia el piso de la iglesia y todo lo que está en ella...Su cabeza es proporcional a su cuerpo que está representado hasta el ombligo, sus ojos son alegres y dan la bienvenida a aquellos que no son reprochados por su conciencia, pero a aquellos que están condenados por su propio juicio, le son hostiles e iracundaos...La mano derecha bendice a quienes llevan un recto camino, mientras que amonesta a quienes no lo hacen y, por así decirlo, los examina y los hace volver de su curso desordenado. La mano izquierda, con los dedos separados hasta donde es posible, sostiene el Evangelio.